# Norgesmesterskabet i boksning
NM i boksing blev første gang arrangeret 19. december 1909 af Kristiania Boxeklub i Turnhallen i Kristiania.
I Idrætsboken bind IV fra 1923 har Georg Antonius Brustad skrevet om
boksning. Her står blandt andet:
Norsk boksning og organisation.
I året 1908 (efterår) indførte idrætsforeningen Ørnulf boksningen i Kristiania,
idet den ved hjælp af 2 av sine medlemmer, nemlig Conrad Christensen og
Grønberg, der begge havde lært at bokse i Amerika, igangsatte bokseøvelser
for sine medlemmer. Samtidig stiftedes Kristiania Boxeklub af tandlæge Byhring
Dæhli, og denne forening afholdte i december 1909 det første norske
mesterskabsstævne. Dette stævne var det som satte den første milepæl for
boksningen, idet man da fik se hvordan den udviklede sig som konkurrencesport. De
fleste mesterskaber vandt Kristiania Boxeklub, med Ørnulf, der paå forhånd
havde engageret den norsk-amerikanske træner Johnson, lige efter.
Efter denne første opblusning faldt boksningen imidlertid tilbage, i hvert fald
afholdtes der i Kristiania ingen off. kampe på grund af Kristiania politis
forbud. Dette fandt nemlig sted, efter at der var blevet arrangeret professionelle
brydekamper Tivoli Cirkus, hvor der forefaldt forskellige ubeherskede
optrin, da amatørboksning og professionel brydning havde for store
likgetspunkter. -
Ørnulf fortsatte imidlertid sine øvelser og afholdte mindre klubkonkurrencen
samtidig som den sendte 2 af sine folk til deltagelse i Aarhus i den første
officielle repræsentation i udlandet. Disse to var Conrad Christensen, der
deltof i brydning såvel som boksning, og A. F. Walby. Med minimal træning
lykkedes det dog ikke disse at få nogen meritter.
I Bergen afholdtes det næste norgesmesterskab i 1912. Bergenserne (Bergens Atletklub) havde optaget boksningen året efter at Kristianiaklubbene og engagerede
Kjellerød som træner. I 1913 er der intet, men fra 1914 bliver der efter
stiftelsen af Norges Atletforbund regelmæssigt hvert år afholdt mesterskaber i hele landet, og i disse bliver der hårdere og hårdere konkurrence efter hvert stævne. Samtidig med at mesterskabsstævnet som regel ambulerer mellem
Kristiania, Bergen og Trondhjem, er der på disse steder opstået 3 centrerer for
norsk boksesport; i Trondhjem takket være idrætsklubben Brages energiske
arbejde.